# Ernesto Sandroni
Ernesto Sandroni (Cornigliano Ligure, 27 febbraio 1920 – Mondovì, 7 dicembre 1979) è stato un calciatore italiano.

## Carriera
Crebbe nel Genova 1893, che nel 1938 lo cede al Savona. In carriera ha collezionato complessivamente 134 presenze e 3 reti nella Serie A a girone unico con le maglie di Milano, Liguria, Vicenza e Venezia. 
Nel 1945 era nella rosa della Liguria che partecipò alla Coppa Città di Genova che nei primi mesi di quell'anno sostituì il normale campionato a causa degli eventi bellici che sconvolgevano l'Europa in quel periodo. La competizione fu vinta dal Genoa che sorpassò all'ultima giornata i liguriani.
Disputò l'anomalo campionato 1945-1946 nelle file della ricostituita Sampierdarenese, e la Coppa Latina 1950 con la maglia della Lazio, in prestito dal Venezia.
Ha totalizzato inoltre 49 presenze in Serie B con Vicenza e Venezia.
Nella stagione 1951-1952 disputò il campionato di Division 1 (massima serie francese), conquistando la salvezza con la maglia del Rennes.

## Palmarès

### Club

#### Competizioni nazionali
- Serie C: 2

Savona: 1938-1939, 1939-1940